# 快速道路

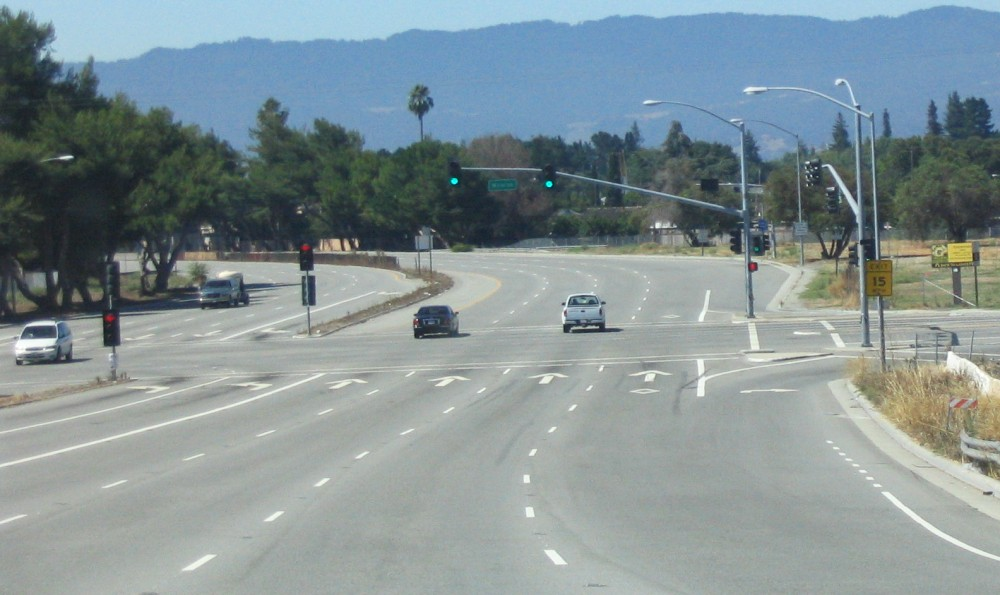
美國聖塔克拉拉的快速道路

快速道路（英語：expressway），又稱快速公路、快速路、限制通行道路（limited-access road），是專供高速度交通工具使用、雙向之間具有分隔帶或安全島的分隔式道路。其進階設計為高速公路，兩者均供機動車輛使用，但快速道路的服務等級較高速公路為低，例如在交通流量較小的路段設有平面路口等一般道路的設計。受限於城市規模或道路線型，行經市中心之全封閉式道路，不稱呼為高速公路。部份國家不用「高速公路」（ 或 ），而採用「快速道路」（expressway）做為其境內機動車輛專用道路的名稱。

## 概述

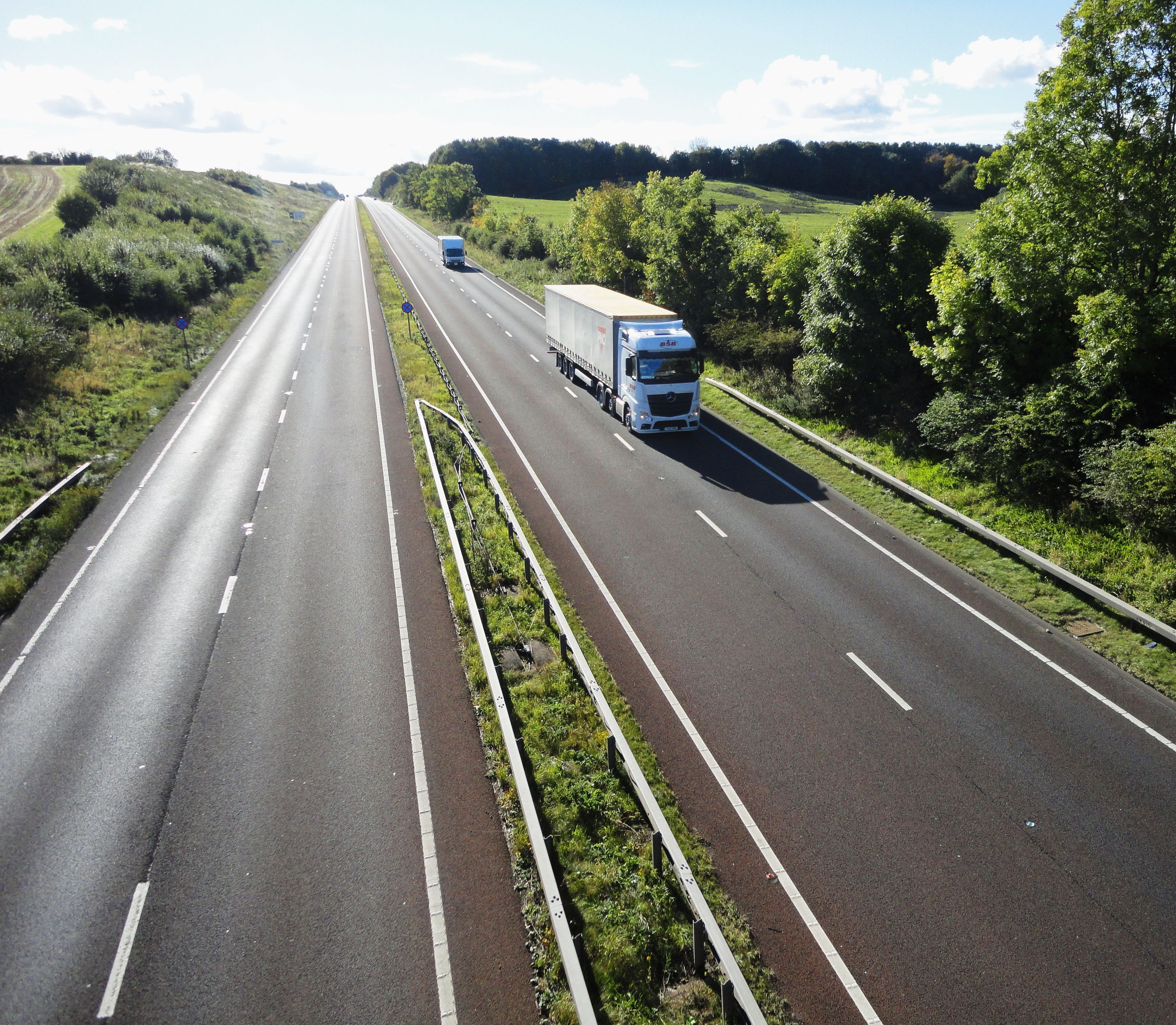
英國A1快速公路（攝於諾森伯蘭郡）
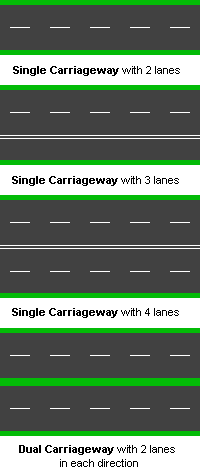
封閉式道路的種類 綠色部分可視情況採實體分隔
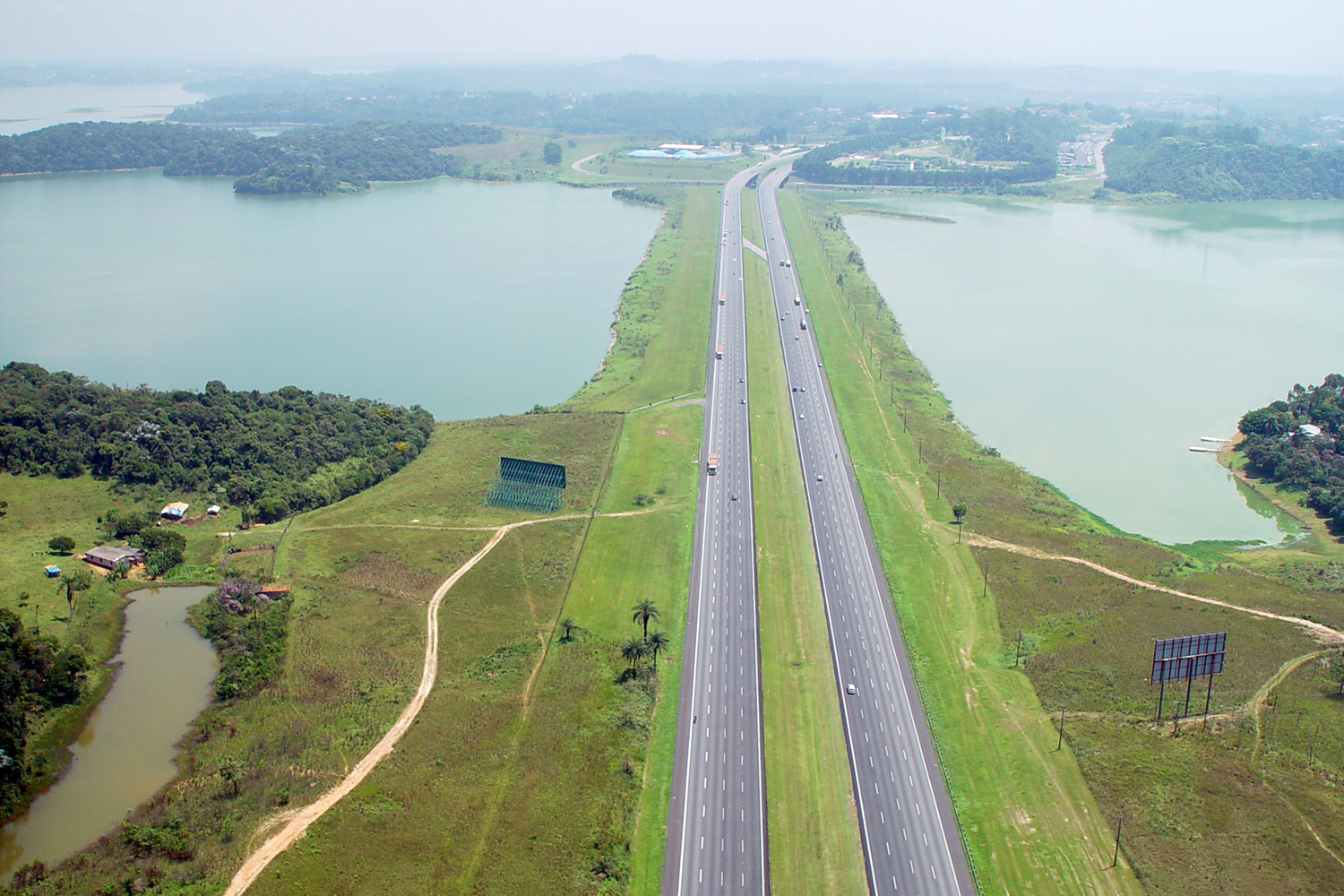
巴西快速道路
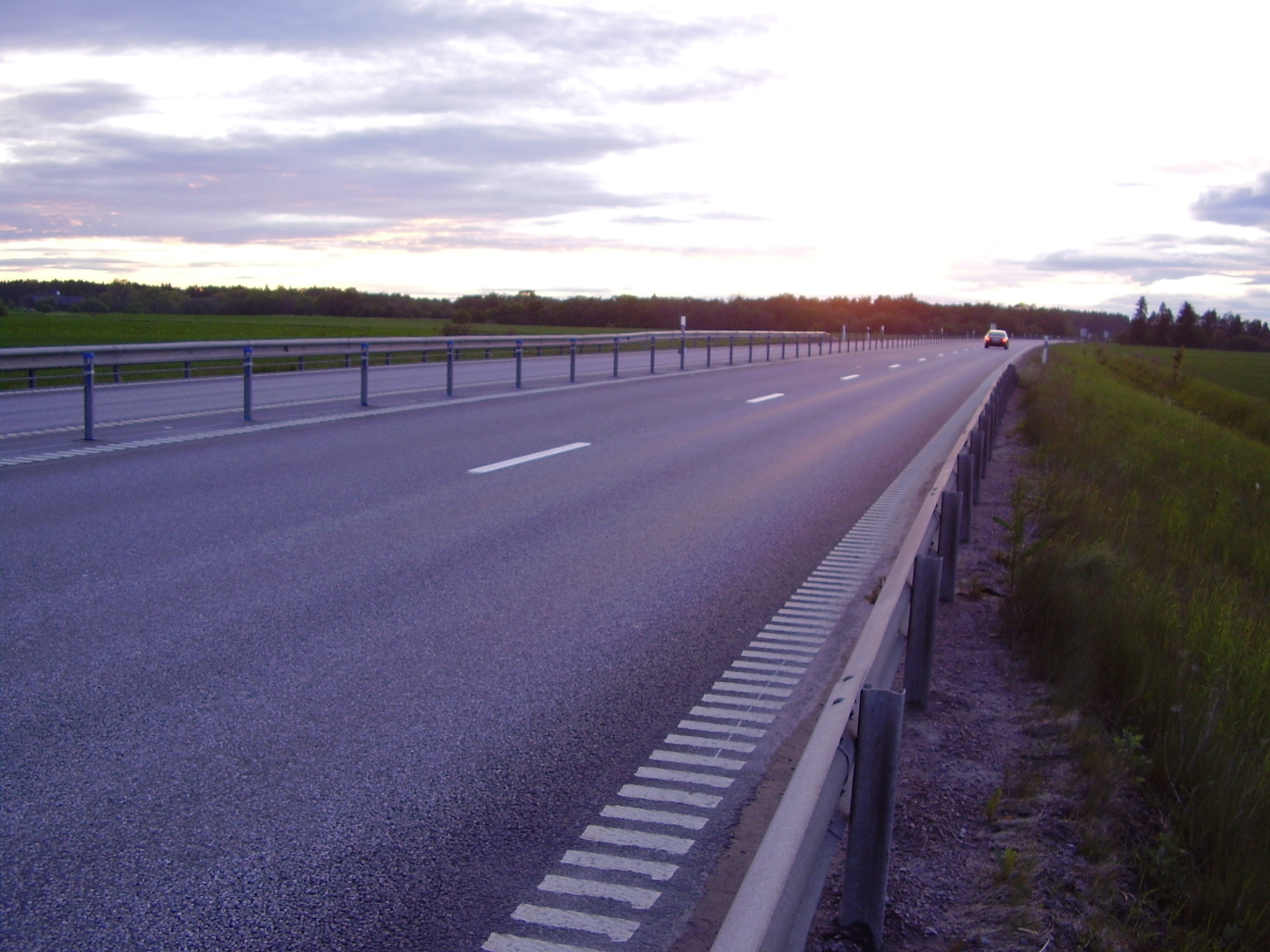
雙向實體分隔道路
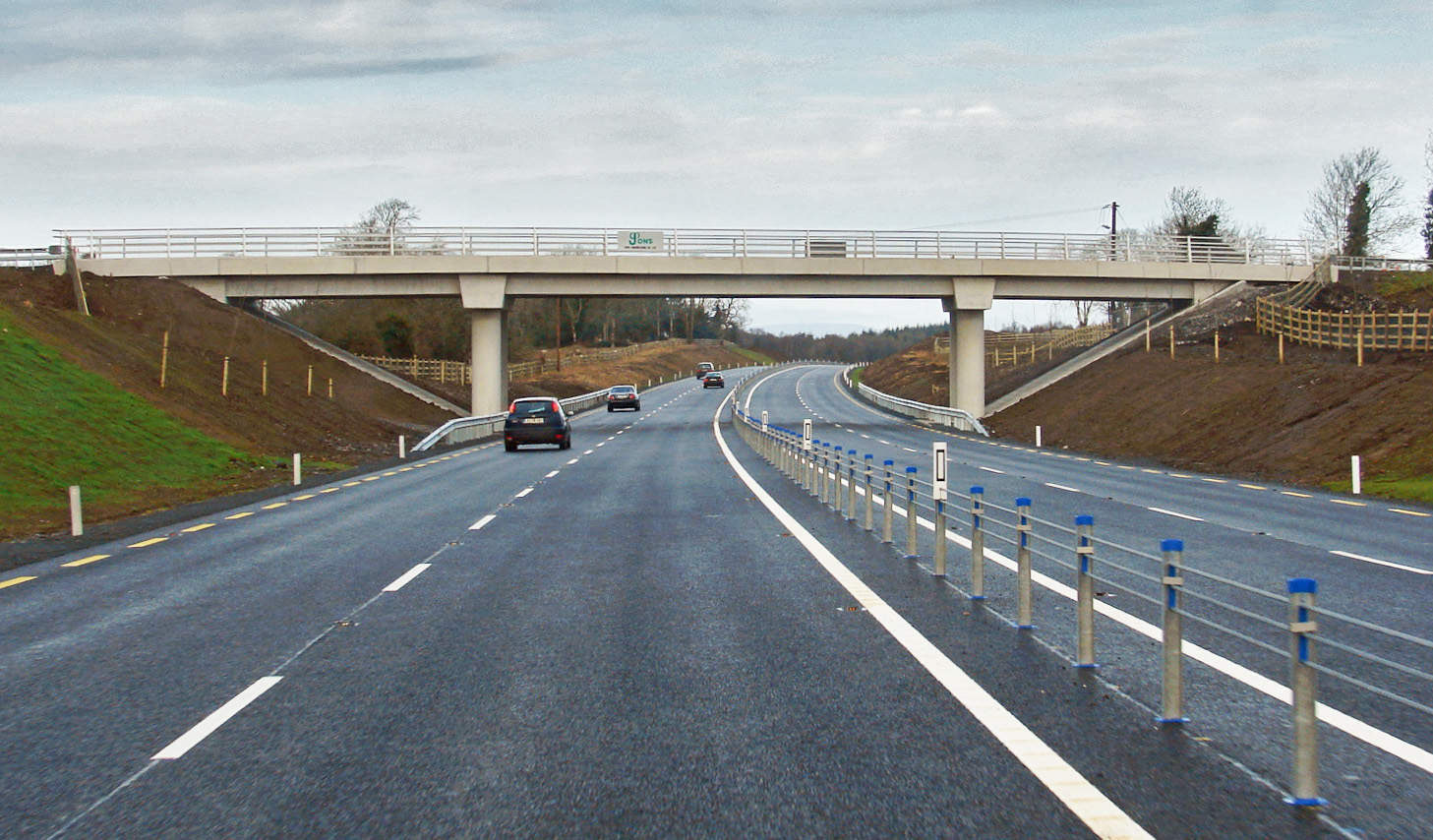
分隔桿快速道路
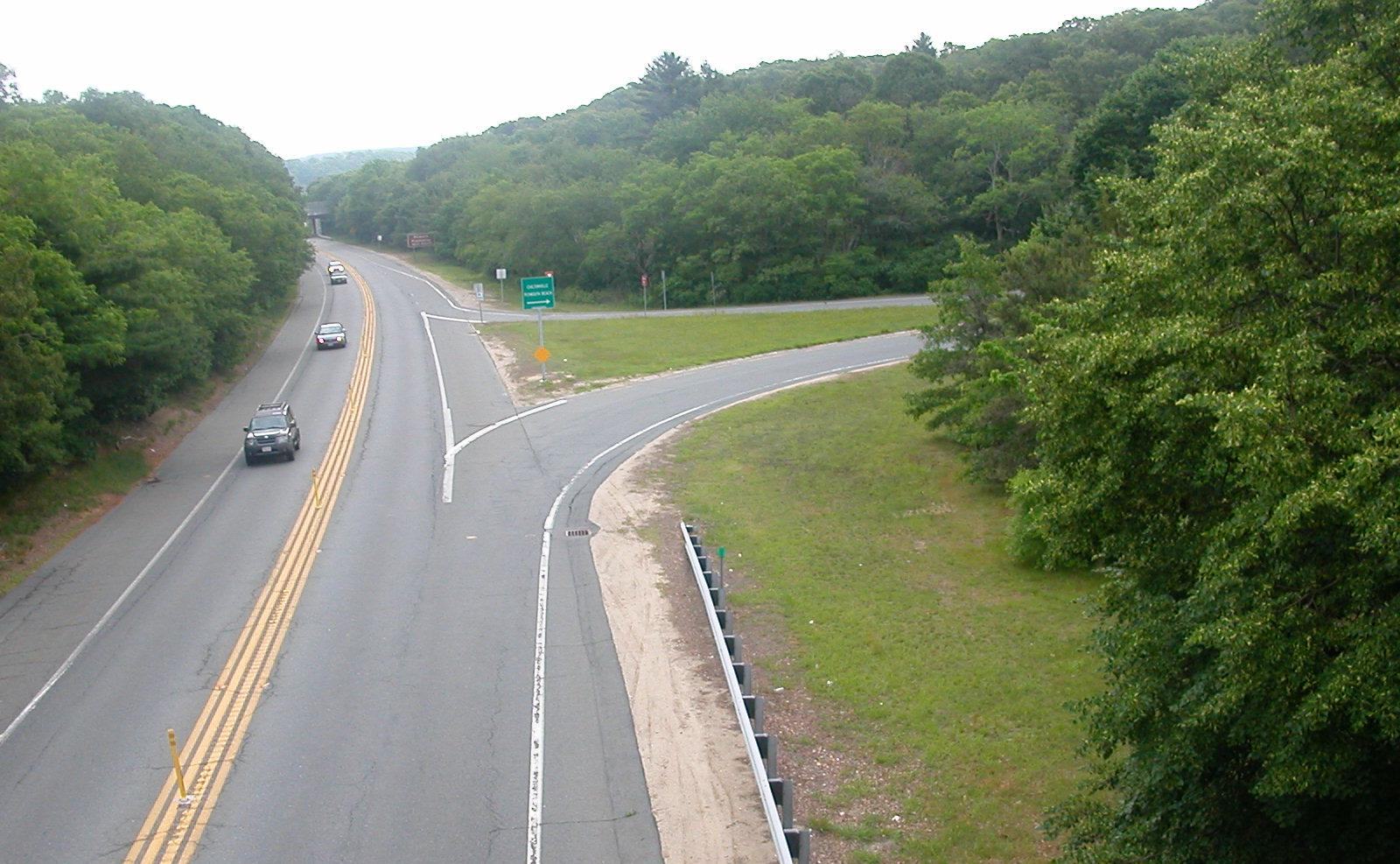
雙車道公路
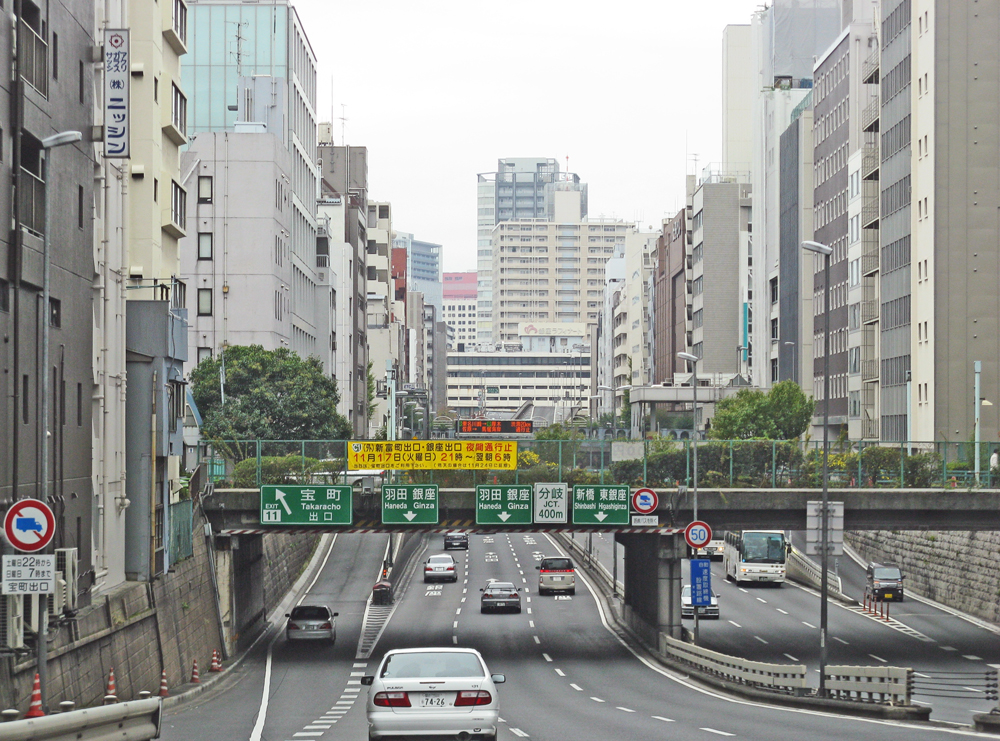
行經市區之封閉道路，主線與鄰近道路採坡度分離
調撥車道示意圖
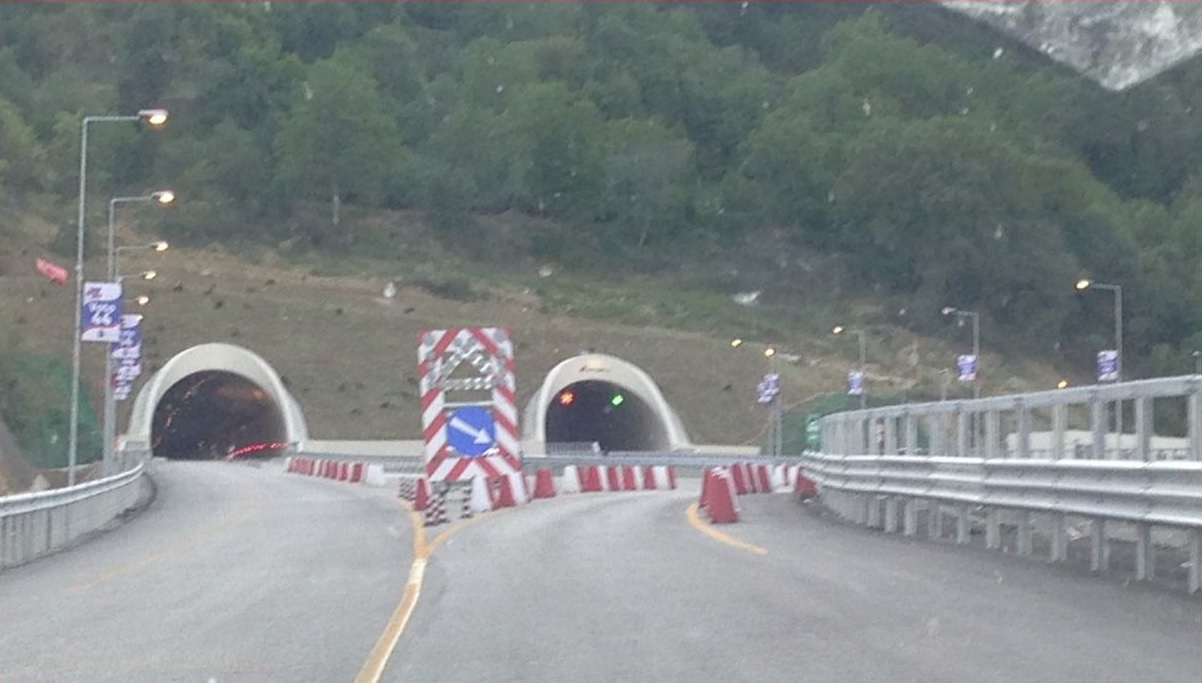
長隧道前的迴轉道與調撥車道
主線與側車道產生方向衝突
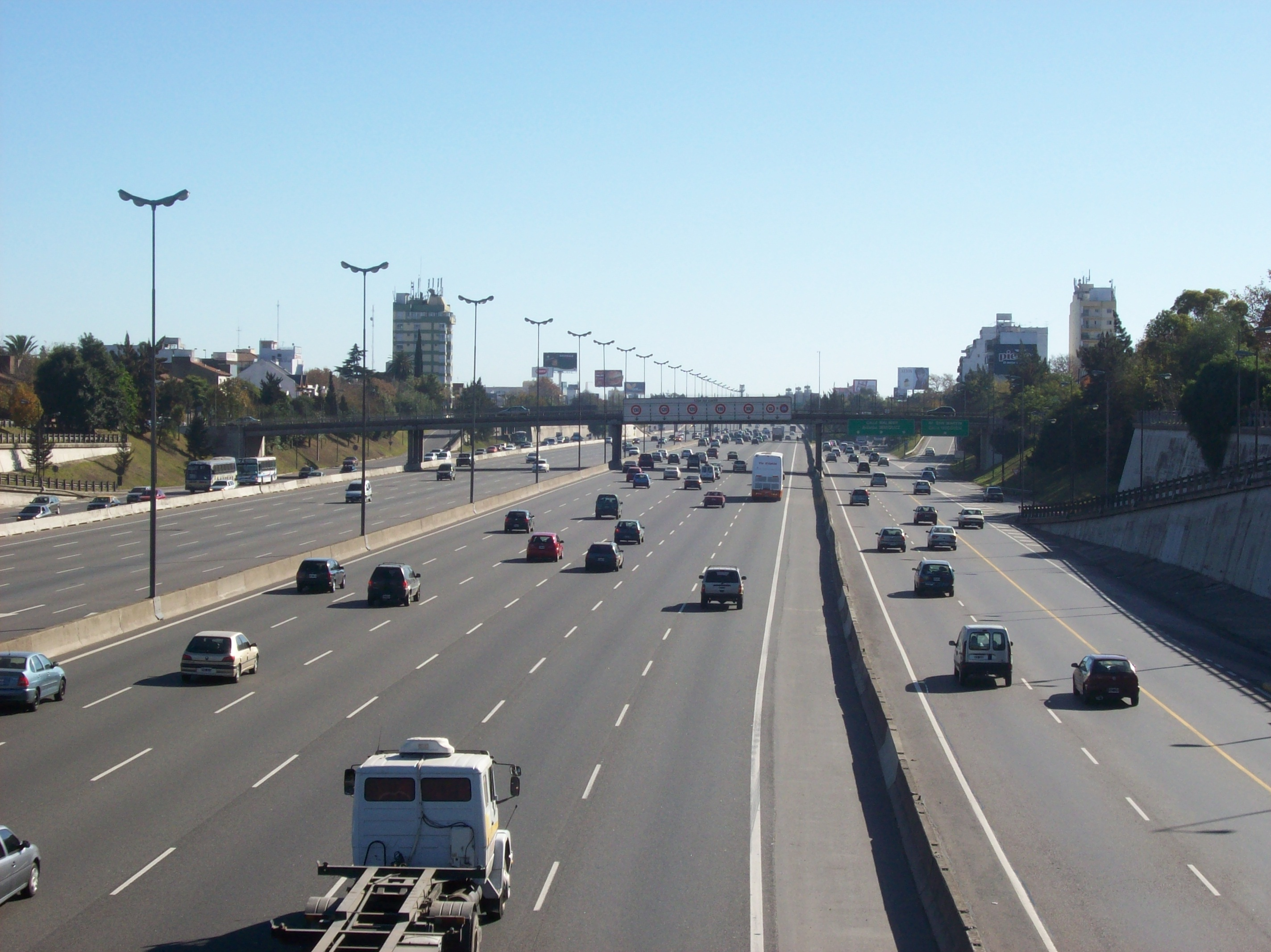
主線與鄰側單向車道

在中國大陸，通常对城市交通中起到中大量车流、长距离和快速交通服务的道路称作快速路。对此的定义可追溯到1991年的行业标准《城市道路设计规范》CJJ37-90，此设计规范之后更名为《城市道路工程设计规范》并修订多次，尽管不是政府强制标准，但是行业内大多按照此规范区分城市道路类别。
近年來，日本的地方政府自建快速道路，用以區別高速自動車國道，不稱呼高速道路，而使用與中文相同的快速道路名稱，例如上越魚沼地域振興快速道路。
在香港的快速公路為該地區服務等級最高的道路系統，速限70公里以上。
台灣的快速道路在分類上有差異，稱「快速公路」者一般歸為中華民國國道、省道等級兩種；稱為「快速道路」者一般由所在之縣市政府養護，道路等級歸類為一般道路而速限普遍低於國道及省道快速公路。
「快速公路」一詞目前僅建構於公路標準上；「快速路」於字面上未被規範為公路，在內政上也可被命名於公有道路，例如：台灣桃園市的快速路。
封閉式道路是指：一般公路使用劃分島作車道分向，公路兩旁設置柵欄或實體分隔，使其它道路不干擾其主幹線之直行交通。但高架道路不一定使用中央分隔島。
常見的雙向分隔車道或分道公路（單向分隔或單向側車道），是公路與道路的車道在相反的行進方向通過中央分隔島分開，多採用重型混凝土障礙物，可以將車輛反彈回其路徑上；其他的由鋼絲繩製成，鋼絲繩安裝在適度薄弱的支柱上，繩索切入車身並潰縮，使車輛減速，同時將其保持在屏障上直至停止。在都市道路上，從雙向四車道轉換而來，中央分隔島不會很大：只是一個小型鋼製分隔器或分隔桿以節省空間。
無論道路是否為雙向路廊實體封閉的車道，或單向路廊再劃分為快慢車道。分向車道改善了單一行車道的道路交通安全性，因此通常具有更高的速度限制。單向兩條或更多條行車道的道路設計並具有受控制出入口通道的更高標準，通常被劃分為高速公路，快速道路，幹線公路等，而不是雙車道公路。
快速道路允許有交通燈和交叉路口，尤其是平面式道路設計，這導致更少的天橋連接其它道路。
較新的車道立體化，有坡度分離的交叉路口，但行經市區的主線需要保留相鄰建築物的通道與安全距離，通常設為路肩，或有實體分隔的側車道替代路線，過多的平面路口，使得交通不易續行，因此可能不被指定為快速道路，除非以交通號誌長時間管制。
除了平面交叉路口外，中央分隔島應避免有淨空斷點，造成行車安全疑慮，並減低其道路速限，在一些地方，部分受控制通道的中間帶可能存在間隙，以允許轉彎和穿越，特別是較長的封閉式道路之前，中途沒有匝道可供出入轉換，也有彈性調整分隔島位置，設快速通行車道和調撥車道在本地主要道路系統內使用，以提供更多的容量並使長途旅行的交通流暢。
封閉式道路鄰側可設置平行車道（側車道），並設出入口分擔主線車流，惟不宜連接雙車道公路，避免出入口與對向車道產生動線衝突，進而回堵主線。

## 大道

林蔭大道依車道數分類 排列至具有快速道的等級
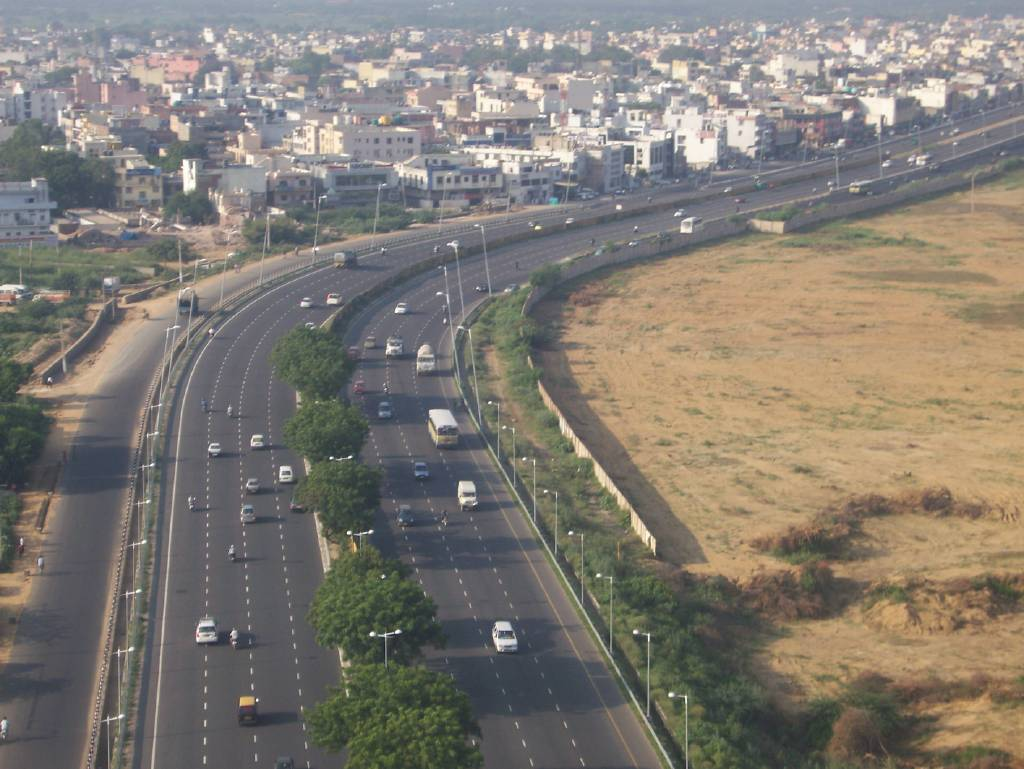
印度快速道路
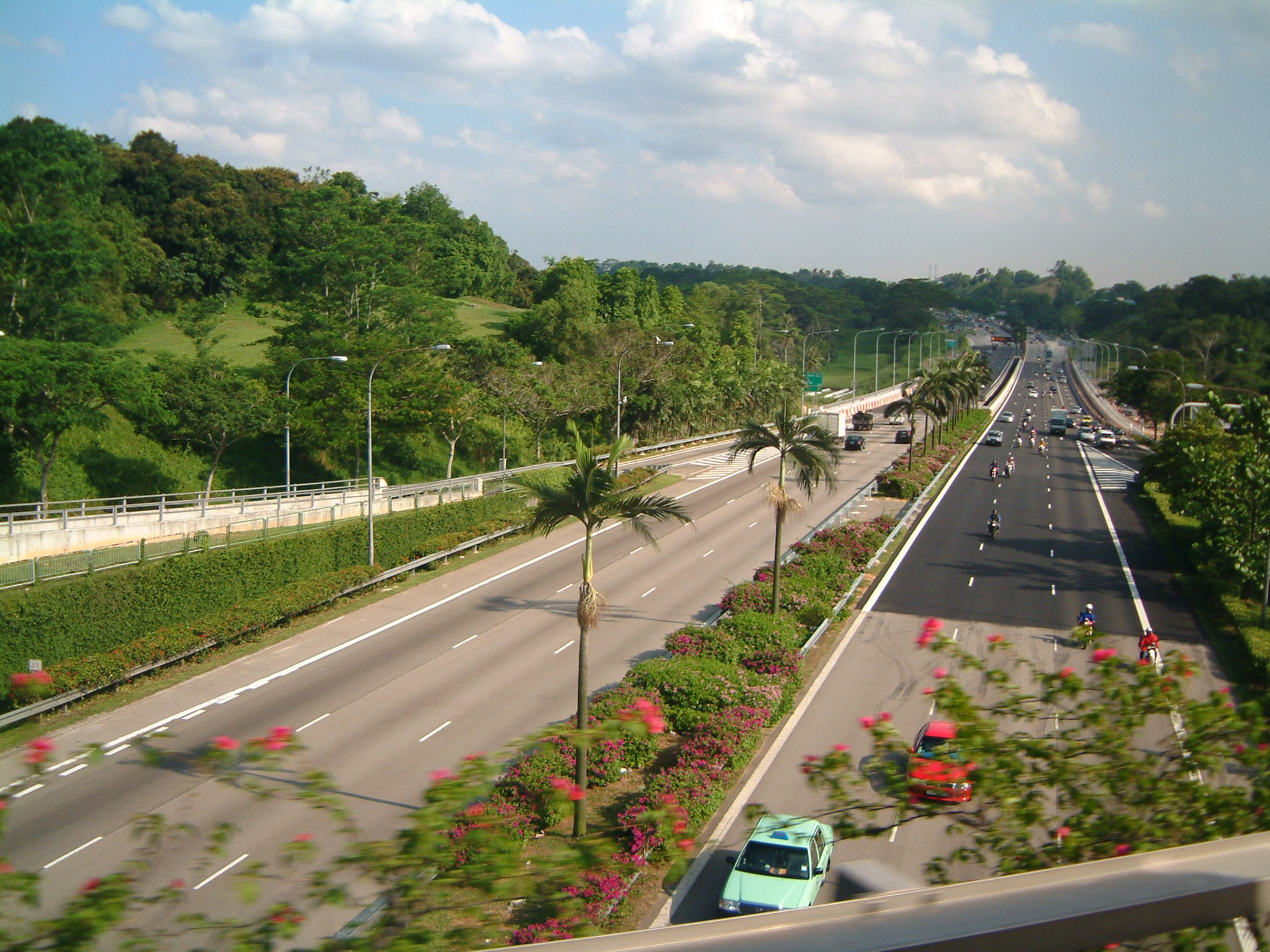
新加坡快速道路
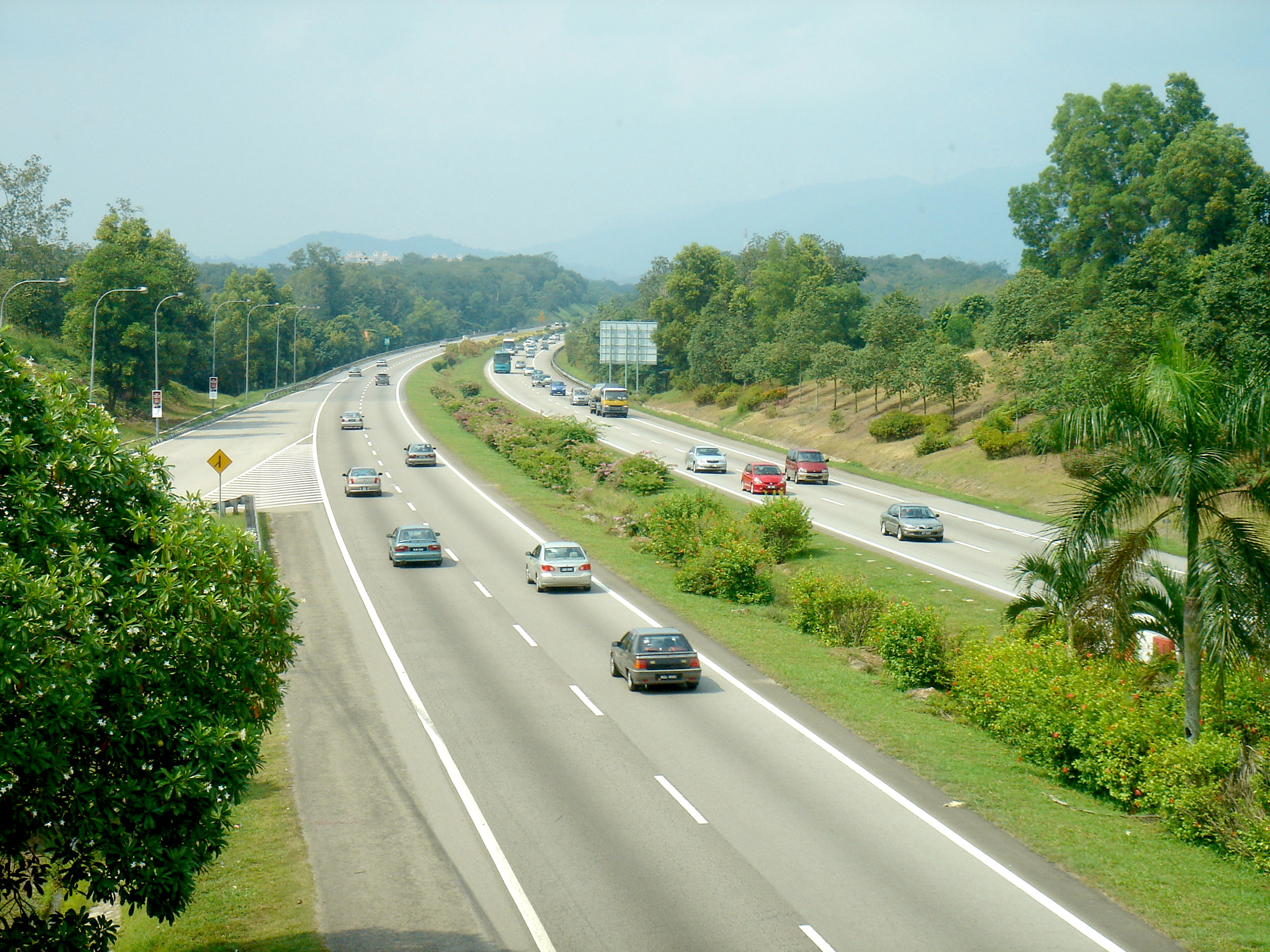
馬來西亞南北大道
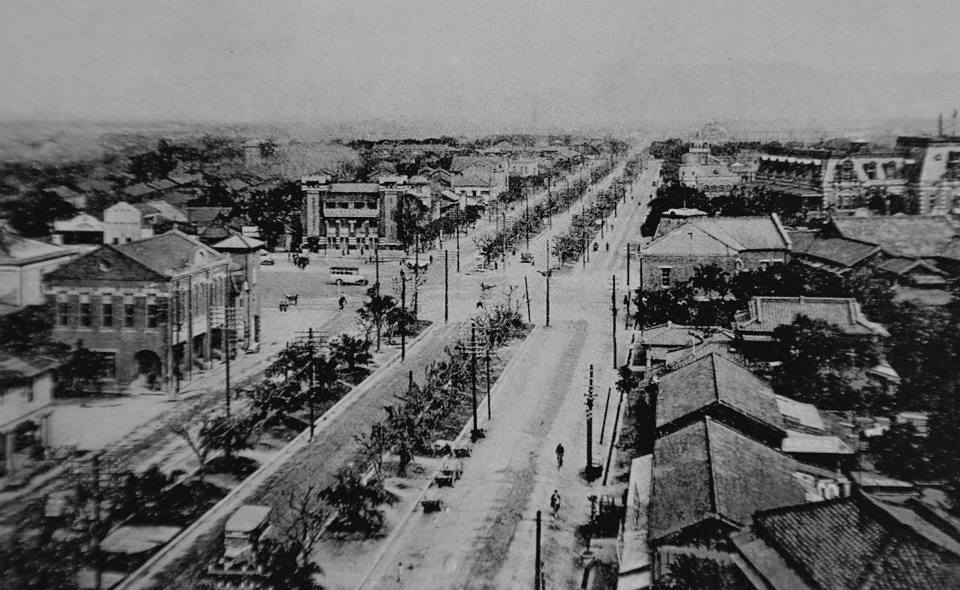
台灣台北三線路
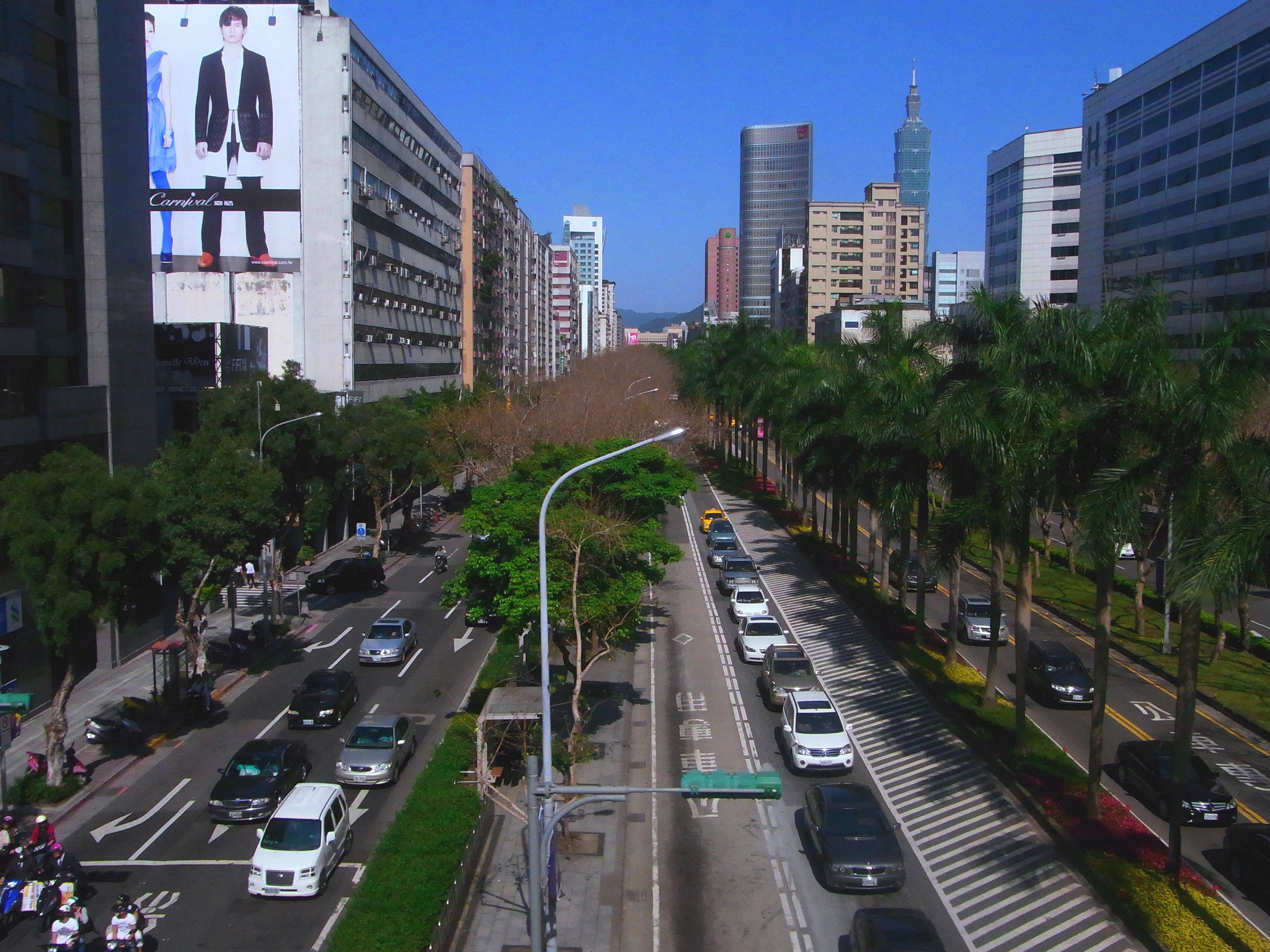
台灣台北仁愛路

以植物或樹木作中央分隔的公路，通常具有大面積草坪，與最內車道之間無剛性柵欄，其道路有較低的速度限制，有時被稱為林蔭大道。也有路旁種植樹木，包圍中央車道，形成實質性的封閉式道路。
以行人街區為主的林蔭大道為三線路，中央汽車道不是分向道路，兩旁行人道的寬度通常大於汽車道，並與商店騎樓或店前空間連成一片，整個路廊為45~80公尺。
三線路因具有寬廣的路廊，在現代都市中，有時會改建成多功能多車道的林蔭大道，例如:台灣台北仁愛路，中央快車道+公車專用道+汽車內二車道+汽機車側車道+行人道與慢車道。

## 專用道

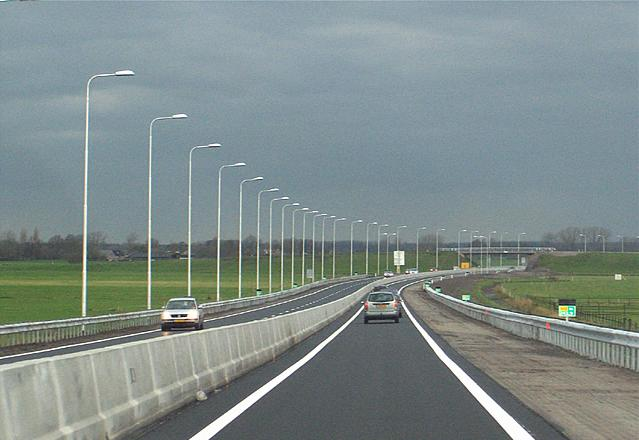
汽車專用道路
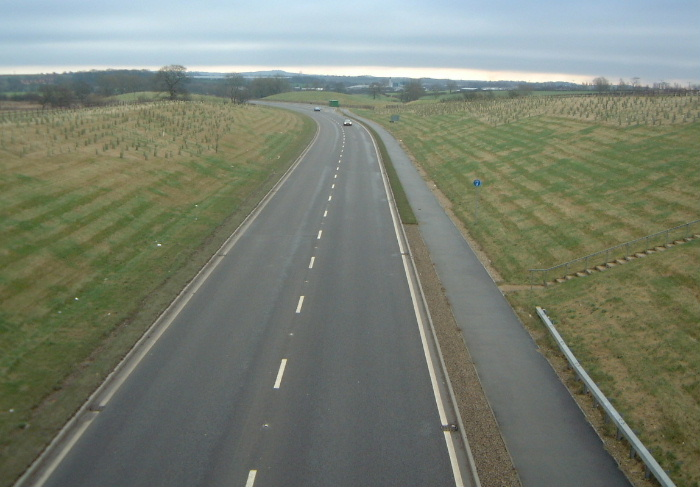
一般公路單側之專用道
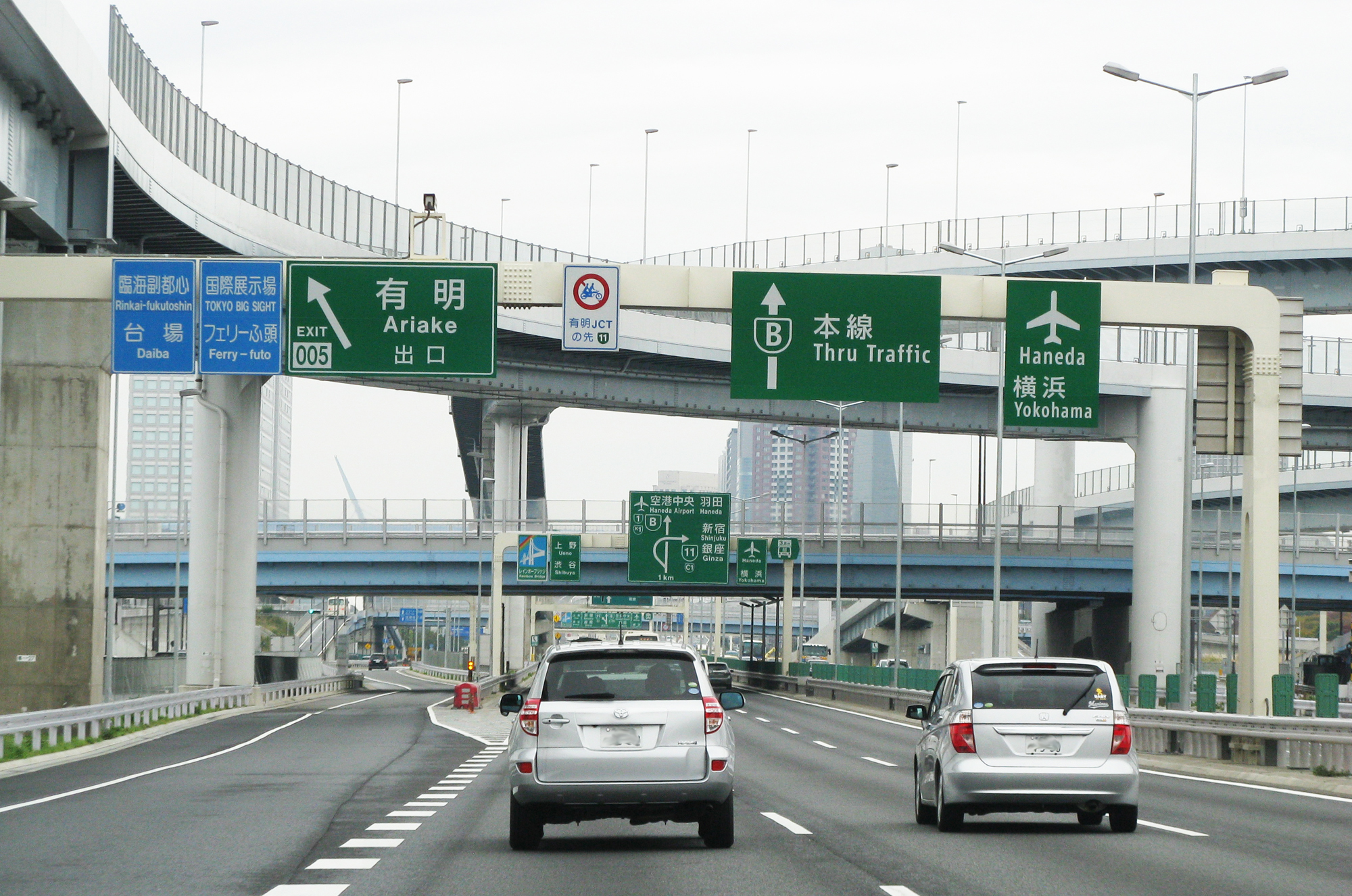
各種車道立體化
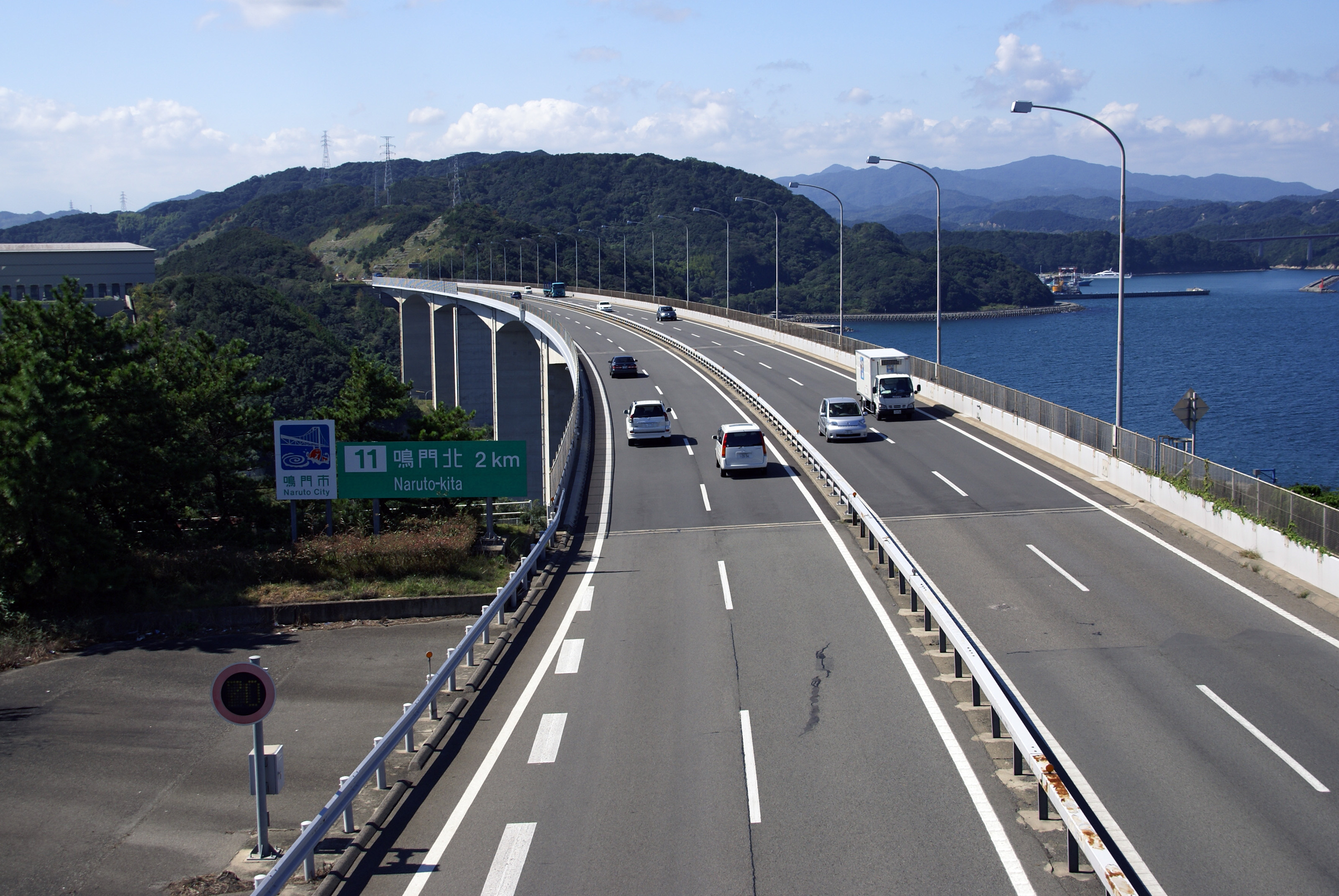
跨越湖泊之專用道路

由一個固定寬度的道路上，車輛不被任何的物理屏障或橫向分割限制直線移動。車道有限制車種並與路旁設施無任何有關聯的共同路肩，也可以是在寬度有彈性的多車道專用道（例如，高速公路出入匝道）。
與一般混合車道作車種限制不同，高乘載車道也可以與一般車道作物理分隔，作為不同的道路。一些城市，儘管其地形非常具有挑戰性，嚴重限制了增加專用道或增加主幹道路的寬度，但採用專用道路立體化可以緩解交通擁堵與路廊的不足。

## 高架道路

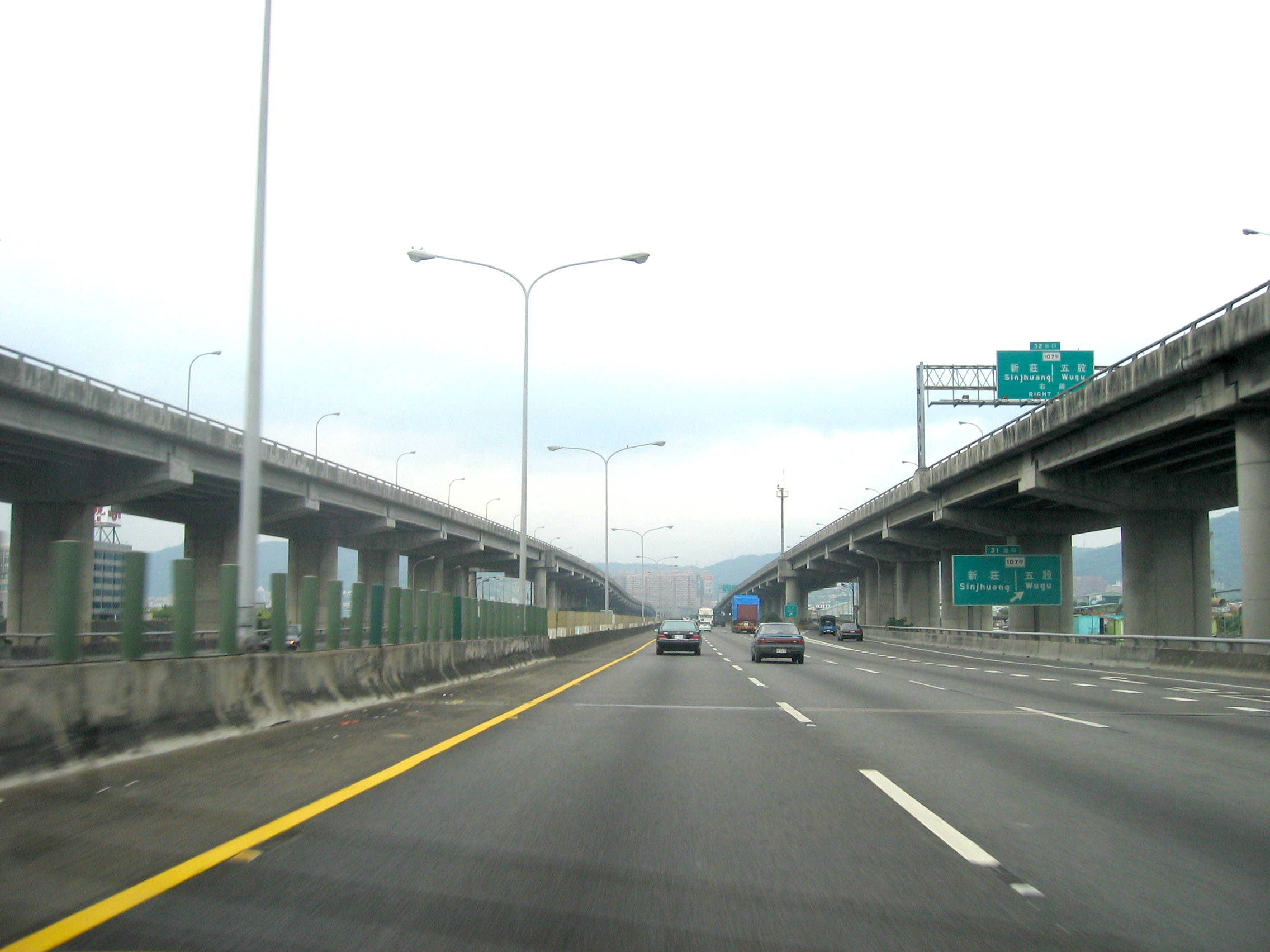
擴建的高架高速公路
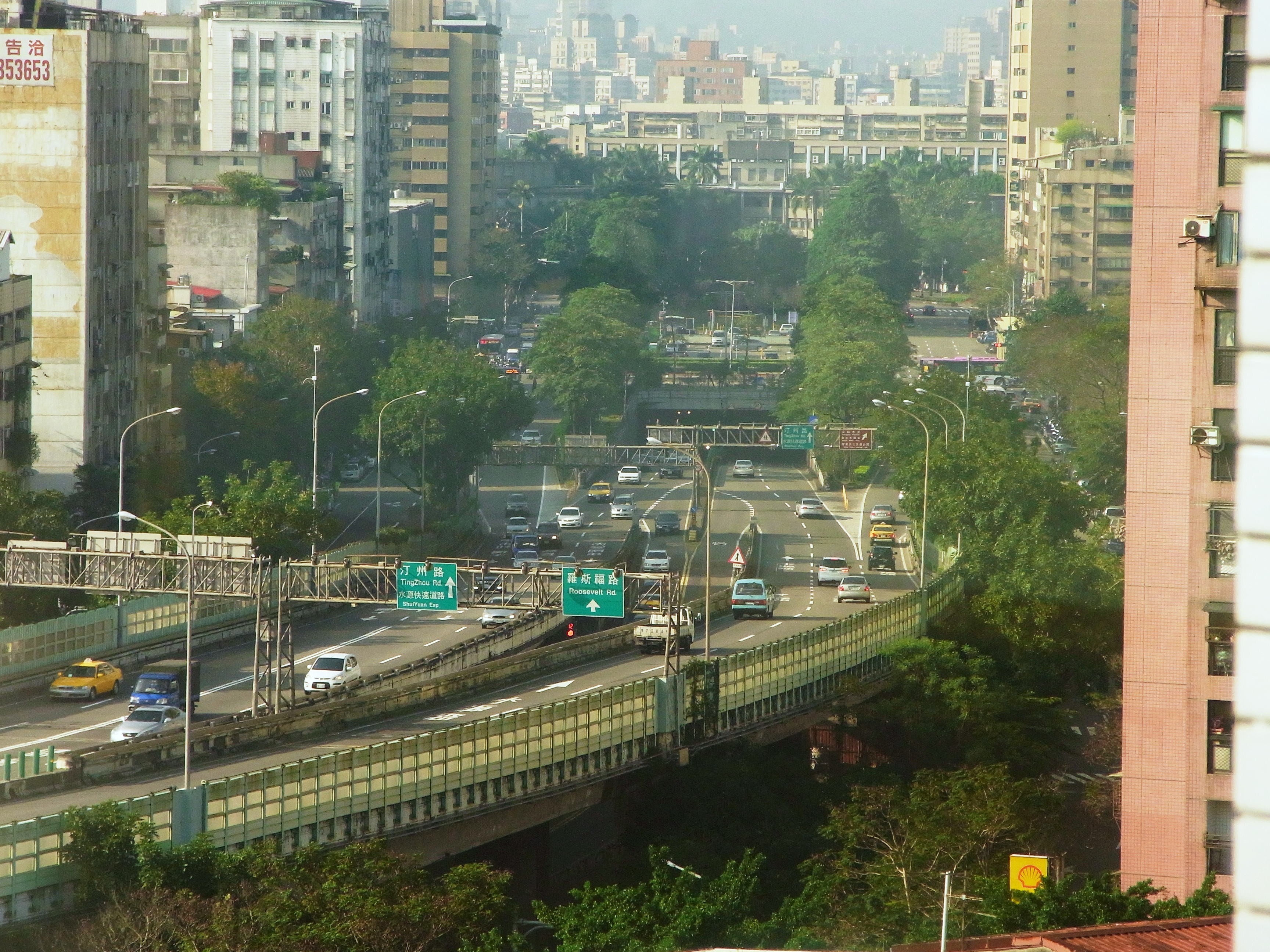
高架公路與車行地下道結合的林蔭大道

又稱為高架公路（英語：elevated highway），一般建構於公路系統上，有些會升格快速道路，通常有以下特徵：
- 在出入口不管制的普通公路上，因安全或交通流量問題而興建高架道路。
- 在出口管制的公路上，可能安全或交通流量問題而改建為高架道路，或者於公路兩旁擴建。
- 在部份管制出入口的公路上，可以減輕交通擁堵或行車安全問題，例如平交路口立體化，而且費用低於完全高架的公路。
- 隧道（車行地下道）與高架公路具有相似的優勢，但建造成本更高。但隧道的優點是，不会像高架需建在地面上，而佔用市區的寶貴土地。隧道也能減少噪音污染，和長期的環境損害，並保護旅客免受地面天氣影響。
- 交通流量大的路口，因為重車壓壞路面頻繁而改建高架橋。雖然初期建設成本較高，但通常（並不總是）以後道路維護成本會變低。

## 準快速道路
道路等級類似日本的名阪國道（準高速道路）
- 行車速限70公里以下之封閉式道路。

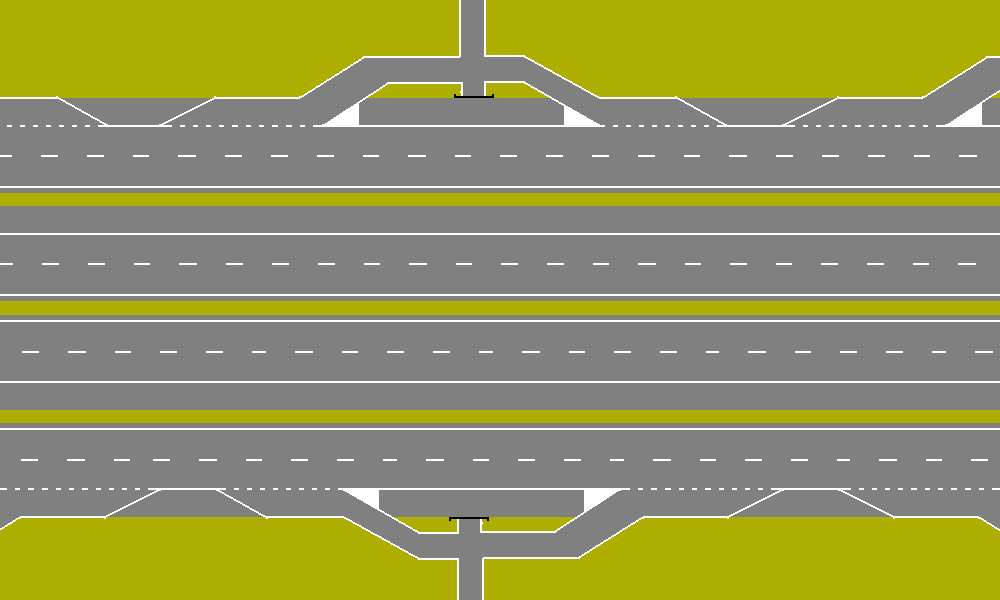
中央主線與側車道，可視路廊狀況不設側車道

- 封閉式道路比例佔整段公路長度50%以上者。
- 一般公路與封閉式道路前後對接，其封閉式道路長度足以稱為快速道路者。
- 整條公路有數段封閉式道路者，其平交路口立體化後可成為某段單一封閉式道路。例：台灣台66線
- 分向道路設有側車道，側車道與次要道路作T型平面交叉，次要道路出入側車道採右進右出為原則，不干涉主線直線交通，平交路口可用號誌控制該段公路通行的速率，主線立體化後可成為單一封閉式道路，側車道作為聯絡道使用。例：台灣台61線
- 分向道路不設有側車道，車道數單向3車道以上，道路兩旁有護欄，主線與次要道路作T型平面交叉，次要道路出入主線採右進右出為原則，不干涉主線內側車道直線通行，平交路口可用號誌控制該段公路通行的速率。
- 不符合分向道路的標準但可以透過道路立體化的方式，例如高架橋快速通過某些街區或交通瓶頸路段。例：台灣基隆市大華二路
- 高架道路在空中與其他道路作平面交叉，T型。
- 高架的分向道路，在空中與其他道路作平面交叉，十字。例：台灣台72線
- 其他未命名快速道路的快速道路。
- 雙車道高速公路：預留未來拓寬空間以升格高速公路。

## 半快速道路
在城市街區中，不適合興建高架橋或景觀考量及節省成本，規劃某段公路為半封閉式道路與一般公路混用的狀況，有些稱為大道。最有名的範例為新加坡高速公路。
- 分向道路不設有側車道，主線最外側車道與次要道路作T型平面交叉，次要道路出入主線採右進右出為原則，不干涉主線內側車道直線通行，平交路口可用號誌控制該段公路通行的速率。
- 分向道路為開放式道路，但可透過號誌控制，減少車輛暫停時間，提高該段公路通行的速率。
- 一般公路為開放式道路，但可透過號誌控制，減少車輛暫停時間，提高該段公路通行的速率。
- 一般公路極長距離未與其他道路作平面交叉者。

## 设计标准
根据中国大陆的《城市道路工程设计规范》(2016版)，快速路的设计速度为60-100km/h，快速路辅路的设计车速为主路的0.4~0.6倍，路面结构的设计使用年限为15-30年。

## 限制通行规定
中国大陆：
1.禁止行人、非机动车通行。
2.禁止载货汽车、专项作业车、摩托车、挂车、轮式专用机械车、拖拉机、特型机动车通行。
3.禁止运爆炸物品、易燃易爆化学品以及剧毒放射性等危险物品的机动车通行。